# Geef mij maar nasi goreng

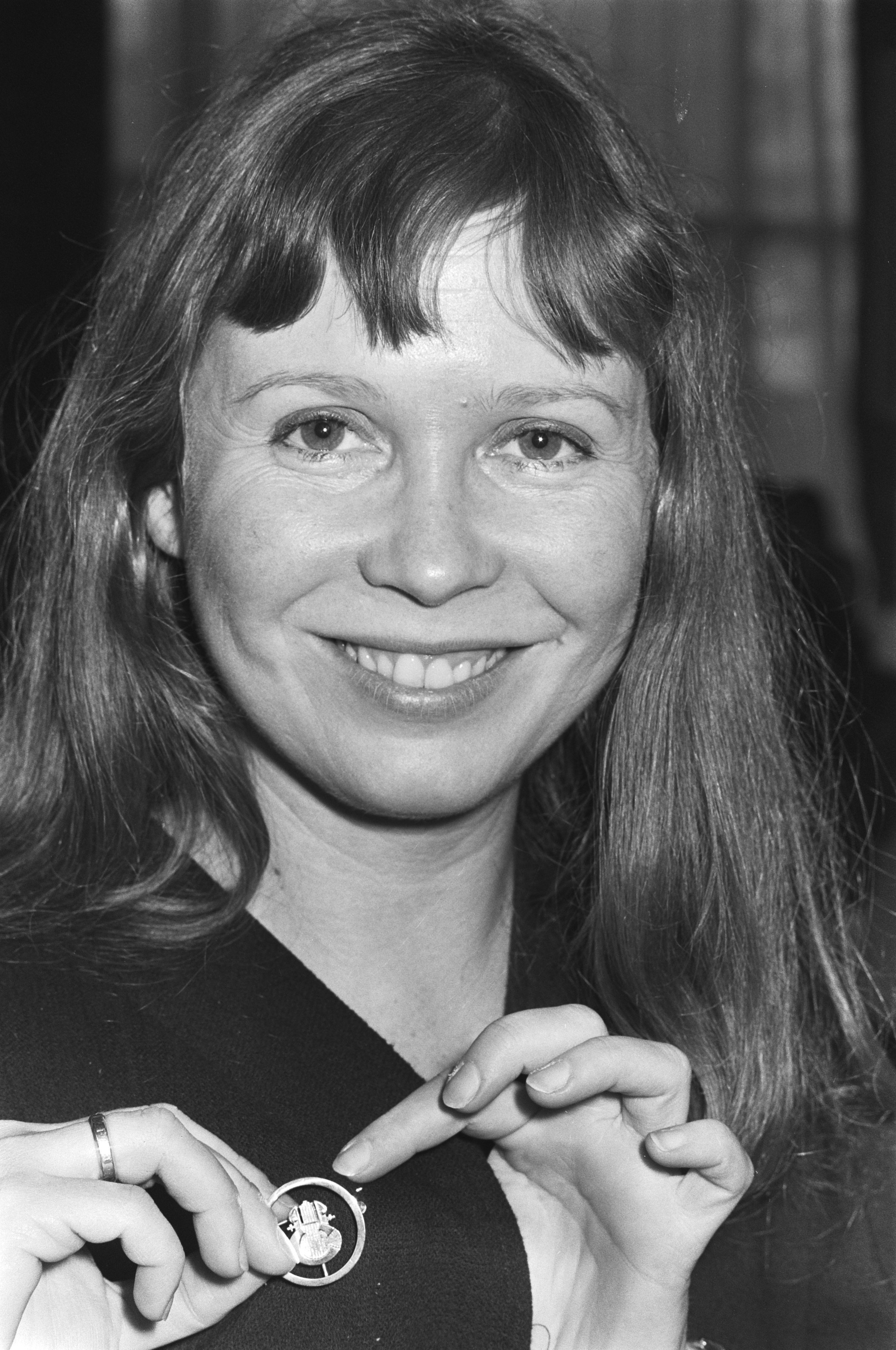
Wieteke van Dort in 1977

Geef mij maar nasi goreng is een Nederlands lied uit 1977 uitgevoerd door Wieteke van Dort. De tekst is ook geschreven door Van Dort; de muziek is van Joop Stokkermans.

## Compositie
Van Dort werd in 1943 geboren in Soerabaja in Nederlands-Indië. Vanwege het conflict tussen Indonesië en Nederland verhuisde zij op 14-jarige leeftijd met haar familie naar Den Haag. Van Dort schreef dit liedje als eerbetoon aan het Indonesische eten dat ze lekker vond, waaronder nasi goreng, sambal, kroepoek, varkensvlees sate, terasi, seroendeng, bandeng, kue lapis, cassave, bakpau, en palmsuiker.